# NGC 641
NGC 641 ist eine Elliptische Galaxie vom Hubble-Typ E/S0 im Sternbild Phönix am Südsternhimmel. Sie ist schätzungsweise 279 Millionen Lichtjahre von der Milchstraße entfernt und hat einen Durchmesser von etwa 115.000 Lichtjahren. Vermutlich bildet sie gemeinsam mit NGC 644 ein gravitativ gebundenes Galaxienpaar.
Das Objekt wurde am 5. September 1834 von dem britischen Astronomen John Herschel entdeckt.